# ОФГ Перник
ОФГ Перник е дивизия, в която играят отбори от област Перник. Състои се от една единна "А" ОГ.

## "А" ОГ Перник
През сезон 2022/23 в групата се състезават 8 отбора.

### Отбори 2022/23
- Ботев (Друган)
- Верила (Дрен)
- Витоша (Долна Диканя)
- Вихър (Еловдол)
- Дивотино 2020 (Дивотино)
- Димитровец (Ковачевци)
- Дружба (Мещица)
- Енергетик (Перник)
- Ерма 2010 (Трън)
- Металург 1957 (Перник)
- Пирин (Земен)
- Рудничар (кв.Бела вода, Перник)
- Спортист (Драгичево)
- Чорни (Брезник)